# Łyżwiarstwo figurowe na Letnich Igrzyskach Olimpijskich 1920 – solistki
Pokaz solistek był jedną z konkurencji w łyżwiarstwie figurowym na Letnich Igrzyskach Olimpijskich 1920. Zawody odbyły się w dniu 25 kwietnia. W zawodach uczestniczyło 6 zawodniczek z 4 państw.

## Wyniki
| Pozycja | Zawodnik           | Państwo           | CF | FS | Wynik |
| ------- | ------------------ | ----------------- | -- | -- | ----- |
| 1       | Magda Julin        | Szwecja           | 1  | 4  | 12,0  |
| 2       | Svea Norén         | Szwecja           | 2  | 3  | 12,5  |
| 3       | Theresa Weld       | Stany Zjednoczone | 5  | 1  | 15,5  |
| 4       | Phyllis Johnson    | Wielka Brytania   | 3  | 5  | 18,5  |
| 5       | Margot Moe         | Norwegia          | 4  | 6  | 22,5  |
| 6       | Ingrid Gulbrandsen | Norwegia          | 6  | 2  | 24,0  |

Arbiter:
- Victor Lundquist

Jury:
- August Anderberg
- Louis Magnus
- Eudore Lamborelle
- Knut Ørn Meinich
- Herbert Yglesias